# Millennium Monsterwork 2000
 Millennium Monsterwork 2000 est un album live des Melvins et de Fantômas (réunis sous le nom de The Fantômas Melvins Big Band), sorti en 2002 chez Ipecac. Il fut enregistré au Slim's, à San Francisco (Californie) le 31 décembre 2001.

## Liste des titres
| No  | Titre                                 | Auteur           | Durée |
| --- | ------------------------------------- | ---------------- | ----- |
| 1.  | Good Morning Slaves (Page 27)         | Patton           | 1:47  |
| 2.  | Night Goat                            | Melvins          | 5:05  |
| 3.  | The Omen (Ave Satani)                 | Jerry Goldsmith  | 1:58  |
| 4.  | Cholo Charlie (Page 3)                | Patton           | 1:03  |
| 5.  | White Men Are The Vermin Of The Earth |                  | 1:01  |
| 6.  | Terpulative Guns & Drugs (Page 28)    | Patton           | 2:45  |
| 7.  | Ol' Black Stooges                     | Crover/Osborne   | 2:33  |
| 8.  | Ripping Chicken Meat (Page 1)         | Patton           | 1:51  |
| 9.  | The Bit                               | Crover           | 5:55  |
| 10. | Musthing With The Phunts (Page 29)    | Patton           | 1:00  |
| 11. | Me And The Flamer (Page 14)           | Patton           | 4:03  |
| 12. | She's A Puker (Page 6)                | Patton           | 1:08  |
| 13. | The Turkey Doctor (Page 10)           | Patton           | 1:05  |
| 14. | Hooch                                 | Melvins          | 1:12  |
| 15. | Mombius Hibachi                       | Melvins          | 1:30  |
| 16. | Liquorton Gooksburg (Page 23)         | Patton           | 0:46  |
| 17. | Skin Horse                            | Osborne          | 3:35  |
| 18. | Cape Fear                             | Bernard Herrmann | 1:51  |
| 19. | Untitled                              |                  | 0:12  |

## Crédits
- Dale Crover - batterie, chant ;
- Trevor Dunn - basse ;
- King Buzzo - guitare, chant ;
- Dave Lombardo - batterie ;
- Mike Patton - chant, samples, « electronics » ;
- Kevin Rutmanis - basse ;
- David Scott Stone - guitare, « electronics » ;
- Vince DeFranco - producteur, ingénieur du son ;
- Vinny Palese - ingénieur du son : enregistrement ;
- John Goldon - ingénieur du son : mastering ;
- Randy Hawkins - ingénieur du son : live ;
- Mackie Osborne - artwork.